# Mobile country code
A Recomendação E.212 do ITU-T define códigos de países (Mobile Country Codes - MCC) e códigos de rede móvel (Mobile Network Codes - MNC).

## Visão geral
O código do país consiste de três dígitos decimais e o código da rede móvel consiste em dois ou três dígitos decimais (por exemplo: o MNC 001 não é o mesmo que o MNC 01). O primeiro dígito do código do país identifica a região geográfica da seguinte forma (os dígitos 1 e 8 não são usados):
- 0: Redes de teste
- 2: Europa
- 3: América do Norte e Caribe
- 4: Ásia e Oriente Médio
- 5: Austrália e Oceania
- 6: África
- 7: América do Sul e Central
- 9: Todo o mundo (Satélite, Ar - a bordo de aeronaves, Marítimo - a bordo de navios, Antártica)

Um MCC é usado em combinação com um MNC (uma combinação conhecida como "tupla MCC/MNC") para identificar exclusivamente uma operadora de rede móvel (operadora) usando redes móveis públicas terrestres GSM (incluindo GSM-R), UMTS, LTE e 5G. Algumas, mas nem todas, redes móveis CDMA, iDEN e de satélite também são identificadas com uma tupla da MCC/MNC. Para redes WiMAX, um ID de operador de banda larga globalmente único pode ser derivado da tupla MCC/MNC. As redes TETRA usam o código de país da Recomendação E.212 da ITU-T junto com um código de rede móvel binário de 10 bits. No entanto, uma rede TETRA também pode receber um código de rede E.212. Algumas operadoras de rede não têm sua própria rede de acesso via rádio. Elas são chamadas de operadoras de rede móvel virtual (MVNO) e estão marcadas nas tabelas como tal. Observe que as MVNOs sem sua própria MCC/MNC (ou seja, eles compartilham a MCC/MNC da rede host) não estão listadas aqui.